# Pater (film)
Pater è un film del 2011 diretto da Alain Cavalier.